# Nigg Rock
Der Nigg Rock ist ein 155 m hoher und inselartiger Klippenfelsen im Archipel der Südlichen Orkneyinseln. Er liegt 800 m nordwestlich des Route Point, der nordwestlichen Spitze von Laurie Island, am Ostrand der Washington Strait.
Der US-amerikanische Robbenfängerkapitän Nathaniel Palmer und sein britisches Pendant George Powell entdeckten ihn im Dezember 1821 während ihrer gemeinsamen Erkundungsfahrt zu den Südlichen Orkneyinseln. Teilnehmer der Scottish National Antarctic Expedition (1902–1904) kartierten sie erneut. Der Expeditionsleiter William Speirs Bruce benannte sie nach dem schottischen Geburtsort seiner Ehefrau.